# Centre de commandement national de la santé
Le Centre de commandement national de la santé (officiellement en anglais : National Health Command Center (NHCC), en chinois traditionnel : 國家衛生指揮中心 ; pinyin : Guójiā wèishēng zhǐhuī zhōngxīn) est une division des Centres taïwanais de contrôle des maladies, eux-mêmes agence du Ministère de la Santé et du Bien-être.
Il est responsable à Taïwan des urgences de santé publique et centralise les informations et actions sur les catastrophes.

## Historique
Lors de l'épidémie de SRAS qui a touché le territoire taïwanais en 2003, un centre de commandement temporaire est monté dans les bureaux des Centres de contrôle des maladies (CDC), sous la direction de Lee Ming-liang (en).
Alors que la crise a été contenue, le besoin de créer un centre de commandement national permanent est exprimé, afin de coordonner les différentes ressources et équipements, ainsi que de rassembler le personnel des agences compétentes. Après une demande formalisée le 10 mai 2004, la création du National Health Command Center est approuvée par le Yuan exécutif le 16 août 2004, en tant que division du CDC,,,. Il s'inspire de la structure de son homologue américain, préalablement visité en novembre 2004.
Alors que l'aménagement des bureaux permanents au 7e étage du CDC s'achève à la fin du mois de décembre 2004, ces derniers ouvrent officiellement le 18 janvier 2005.

## Structure
Les bureaux du NHCC comprennent un centre de coordination, une salle de crise, le bureau du directeur, le bureau administratif, deux salles de conférence, une salle de veille médiatique, une salle d'opération, un centre de données dédié, une salle d'enregistrement, ainsi qu'une buanderie, un espace salon et un bureau annexe. Ils peuvent accueillir un total de 100 personnes afin de garantir une réponse rapide et une grande efficacité en cas d'urgence.

## Divisions

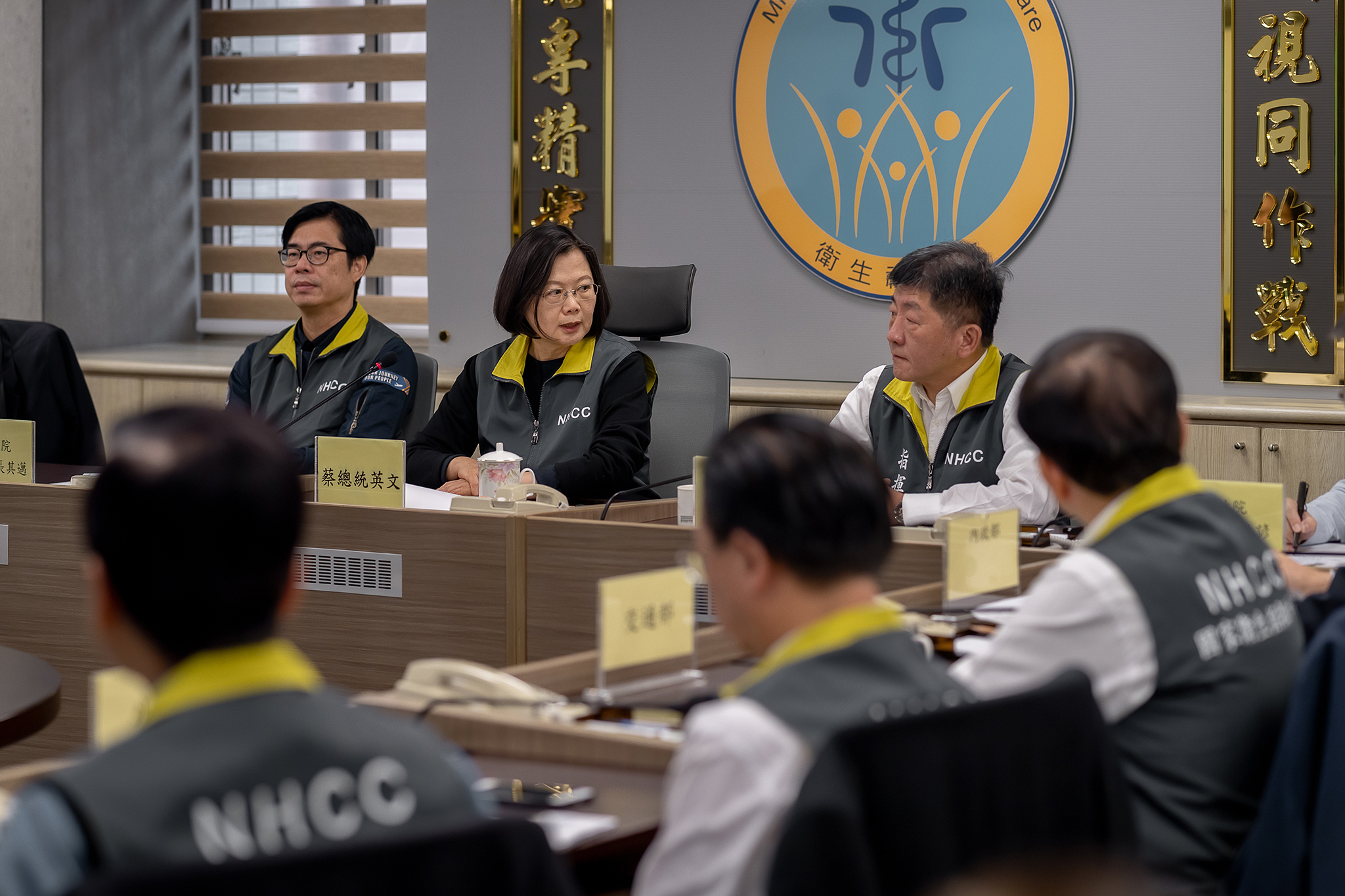
Rassemblement du CECC dans les locaux de la NHCC lors de la pandémie de Covid-19, en présence de la présidente Tsai Ing-wen (au centre) et du ministre de la Santé et du Bien-être Chen Shih-chung (à droite).

Le NHCC, en tant que centre de commandement unifié, regroupe les divisions suivantes, :
- Central Epidemic Command Center
- Biological Pathogen Disaster Command Center
- Counter-Bioterrorism Command Center
- Central Medical Emergency Operations Center